# Dina Boluarte
Dina Ercilia Boluarte Zegarra (Chalhuanca, 31 maggio 1962) è una politica  e avvocata peruviana, presidente del Perù dal 7 dicembre 2022.
È la prima donna a diventare presidente del Perù, era stata precedentemente eletta vicepresidente nelle elezioni presidenziali del Perù del 2021, occupando la carica dal 28 luglio del 2021 fino al 7 dicembre del 2022, quando è subentrata al presidente Pedro Castillo. È stata inoltre ministra dello Sviluppo e Inclusione Sociale tra il luglio 2021 e il novembre 2022; è stata anche funzionaria del RENIEC (Anagrafe Nazionale) dal 2007 al 2022.

## Biografia
Dina Boluarte è nata il 31 maggio del 1962 a Chalhuanca, nella regione di Apurímac, dove la maggioranza della popolazione è costituita da indigeni quechua, di cui parla la lingua. È la più giovane di 14 figli.
Ha studiato all'Università di San Martín de Porres laureandosi in giurisprudenza.
Ha lavorato dal 2007 al 2022 al Registro Nazionale di Identificazione e Stato Civile (RENIEC) del Perù come avvocata e responsabile degli uffici.
È presidente del Club Apurímac di Lima, e vive nel distretto di Surquillo.

## Attività politica
È stata candidata nel 2018 come sindaca di Surquillo, con il partito Perù Libero. Ha partecipato inoltre alle elezioni parlamentari in Perù del 2020 sempre col partito Perù Libero, senza ottenere il seggio elettorale.

### Vicepresidente del Perù

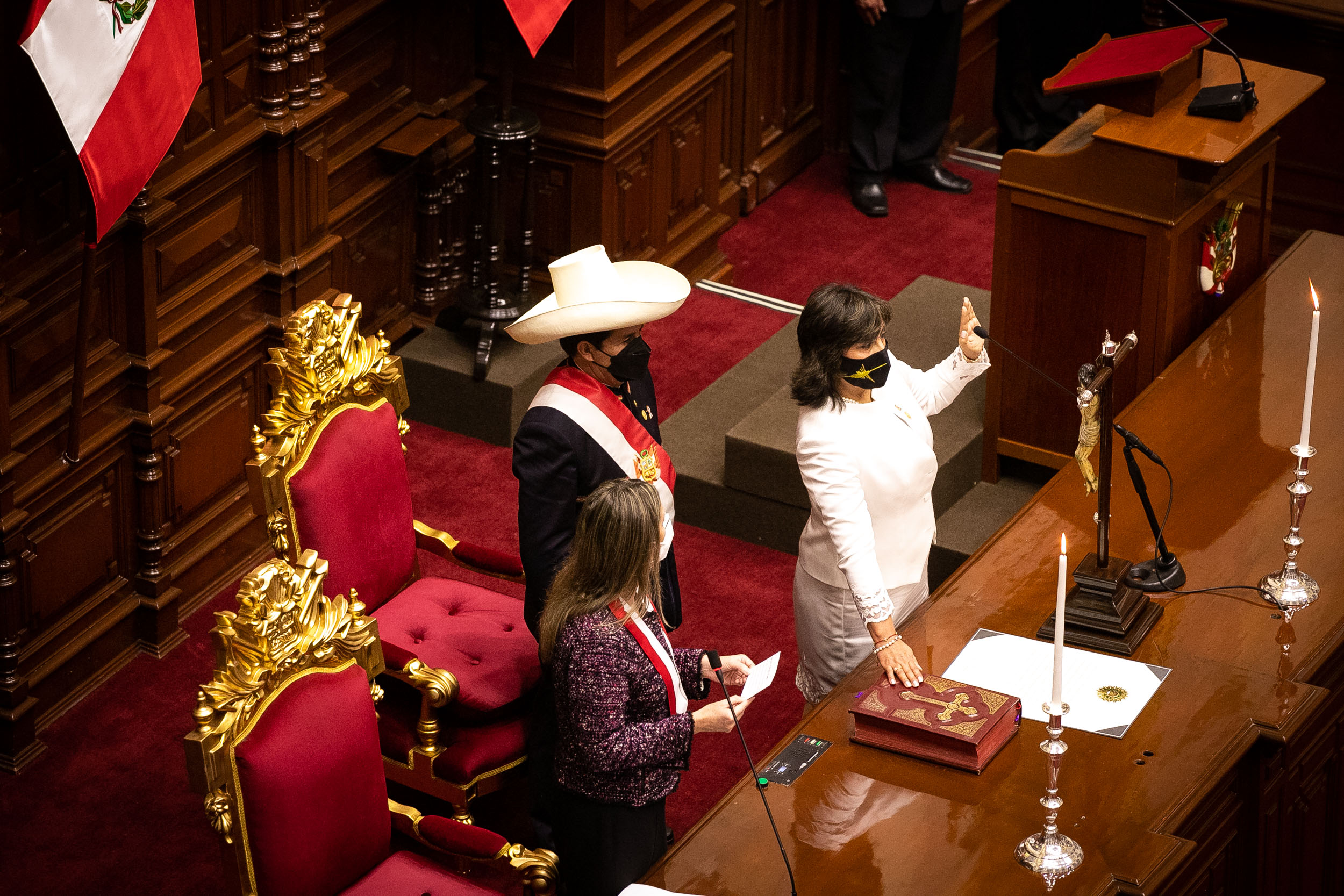
Il giuramento di Boluarte come vicepresidente

È stata candidata alla vicepresidenza alle elezioni generali del 2021 per il partito Perù Libero. Questo, guidato da Pedro Castillo, vinse al ballottaggio. È entrata in carica il 28 luglio 2021.

### Ministro dello Sviluppo e Inclusione Sociale
Il 29 luglio del 2021 è stata nominata ministra dello Sviluppo e dell'Inclusione Sociale nel governo di Pedro Castillo.
Nel gennaio 2022, durante un'intervista a La República, Boluarte ha dichiarato di non aver mai abbracciato l'ideologia di Perù Libero. Il segretario generale del partito, Vladimir Cerrón, ha in seguito espulso Boluarte dal partito e ha pubblicato su Twitter: "Sempre leali, mai traditori". Cerrón ha anche affermato che il commento di Boluarte minacciava l'unità del partito. 
Il 25 novembre 2022 si è dimessa dalla carica di ministro dello Sviluppo e dell'Inclusione Sociale, ma è rimasta vicepresidente. Il 5 dicembre 2022, dopo aver votato con 13 voti a favore e 8 contrari, la sottocommissione per le accuse costituzionali ha presentato un reclamo costituzionale contro Boluarte, sostenendo che gestiva un club privato mentre era ministro.
Il 15 marzo 2024, Dina Boluarte è stata posta sotto i riflettori per la provenienza dei suoi costosi orologi Rolex, alcuni dei quali potevano costare fino a 19.000 dollari ciascuno. Il procuratore ha avviato un'indagine dettagliata sulla quantità, il costo e l'origine degli orologi, sollevando preoccupazioni riguardo a un presunto arricchimento illecito. La provenienza dei Rolex di Dina Boluarte non era nota ed è stata indagata anche per un possibile disequilibrio patrimoniale.

### Presidente del Perù (2022-presente)
Nel dicembre 2022, durante la crisi politica peruviana, quando Pedro Castillo ha tentato di sciogliere il Congresso della Repubblica del Perù durante il procedimento di impeachment contro di lui, Boluarte ha condannato il tentativo come una "rottura dell'ordine costituzionale" e ha assunto la presidenza dopo la destituzione e la tentata fuga di Castillo. 
Nel suo primo discorso al Congresso, ha denunciato l'ex presidente Castillo, dichiarando poi di voler formare un governo di unità nazionale.
Dopo la carcerazione di Castillo la protesta contro il nuovo governo dilaga, arrivando a scontri con la polizia che spara e uccide nove persone. I manifestanti accusano la Boluarte di golpe per i suoi accordi con la destra, accordi che - secondo il leader di Izquierda Socialista del Perú Martín Guerra - rendono assai difficile per un'organizzazione popolare ricevere fondi pubblici per la campagna elettorale e quindi presentarsi alle future elezioni politiche.
L'11 dicembre ha proposto di anticipare le prossime elezioni all'aprile 2024 e poi, di fronte alle crescenti proteste, al dicembre 2023. Tuttavia, il 16 dicembre, il Congresso ha rifiutato di anticipare le elezioni. Secondo un sondaggio, l'83% dei peruviani vuole elezioni anticipate.

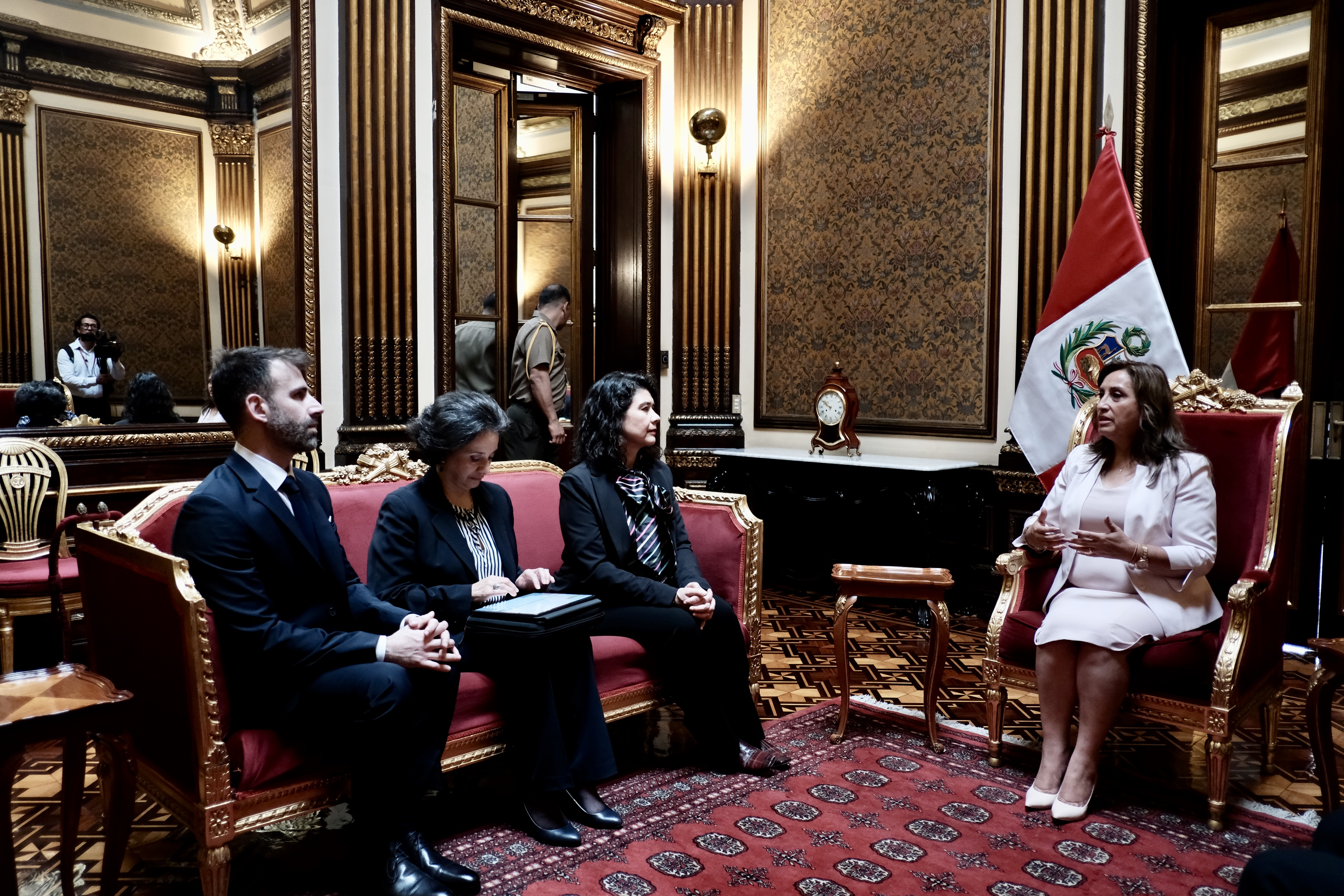
Incontro dei rappresentanti della Commissione internazionale per i diritti umani con la Presidente Boluarte durante le proteste politiche peruviane nel 2022

Ci sono attriti tra il governo del Perù e  gli allora governi di sinistra di Argentina, Bolivia, Colombia e Messico, che in un comunicato congiunto sostengono che Pedro Castillo "è stato vittima di un movimento ostile, antidemocratico e in violazione della Convenzione americana sui diritti umani". Al contrario, gli Stati Uniti ribadiscono il loro sostegno al "processo istituzionale democratico", secondo Antony Blinken.
Le mobilitazioni hanno colpito in particolare le aree povere del Paese, le stesse che avevano votato massicciamente per Pedro Castillo nel 2021; sono state bloccate le strade principali di 18 dei 24 dipartimenti del Perù e cinque aeroporti. Il 14 dicembre è stato dichiarato lo stato di emergenza in tutto il Paese per 30 giorni, consentendo all'esercito di schierarsi contro i manifestanti. Il giorno successivo a questa proclamazione, la città di Ayacucho, nel Sud, è stata teatro di una violenta repressione che ha portato all'uccisione di otto persone, oltre alle sette uccise qualche giorno prima nella regione di Apurimac, sempre nel Sud. Dal 16 dicembre è stato dichiarato il coprifuoco in quindici province del Paese. Dall'inizio delle manifestazioni, il 17 dicembre erano state uccise almeno venti persone, la maggior parte delle quali a colpi di arma da fuoco, vittime della repressione poliziesca e militare.
Due ministri si sono dimessi il 16 dicembre: "La morte di connazionali non può essere giustificata. La violenza di Stato non può essere sproporzionata", ha scritto il ministro dell'Istruzione, Patricia Correo, nella sua lettera di dimissioni, mentre Amnesty International ha chiesto "la fine immediata della violenza di Stato". I principali media peruviani, per lo più di proprietà del gruppo privato El Comercio, che detiene l'80% delle testate, tendono a nascondere la violenza nelle aree rurali, mentre i manifestanti vengono talvolta descritti come "terroristi e criminali".
Il 21 dicembre 2022 Boluarte ha nominato il ministro della Difesa, Alberto Otárola, suo primo ministro. Ha nominato anche nuovi ministri agli Interni, Difesa e Istruzione.
Il 29 dicembre 2022, la deputata Sigrid Bazán ha presentato una denuncia costituzionale contro Dina Boluarte, l'ex primo ministro Pedro Angulo e gli ex capi dell'Interno e della Difesa per "violenza di Stato" che, secondo l'ultimo rapporto dell'ufficio del difensore civico,  ha provocato 28 morti e più di 600 feriti da quando sono scoppiate le proteste contro l'amministrazione Boluarte e il Congresso.

### Vicende giudiziarie
Il 10 gennaio 2023, il procuratore generale del Perù Patricia Benavides ha annunciato indagini per presunti crimini di genocidio, omicidio aggravato e lesioni gravi contro Boluarte, il primo ministro Alberto Otárola, il ministro dell'Interno Víctor Rojas e il ministro della Difesa Jorge Chávez.
Il 28 marzo 2023, l'ufficio del procuratore generale del Perù ha annunciato che la Presidente Dina Boluarte è sotto indagine per il reato di riciclaggio di denaro come parte di un'organizzazione criminale, assieme all'ex-Presidente Pedro Castillo. L'indagine si inserirebbe all'interno di un più ampio processo circa presunti illeciti finanziari compiuti durante la campagna elettorale di Castillo (Perù Libero) per le elezioni presidenziali in Perù del 2021.

### Critiche e controversie
Rolexgate
Nel marzo del 2024, la presidente del Perù è finita al centro di un’indagine per presunti casi di arricchimento illecito e mancata dichiarazione di beni di lusso, tra cui orologi Rolex e gioielli costosi. Durante un lungo interrogatorio, ha negato le accuse, sostenendo che i beni in questione fossero stati prestati e non di sua proprietà. Tuttavia, questa versione contraddice dichiarazioni precedenti, in cui aveva affermato che quei beni derivassero dal suo lavoro. Lo scandalo ha ulteriormente aggravato la sua già precaria situazione politica, contribuendo a un crescente malcontento pubblico.
Alta disapprovazione popolare
Nel mese di ottobre 2024, il mandato della presidente peruviana Dina Boluarte ha raggiunto livelli di disapprovazione estremamente alti tra la popolazione. Secondo un’indagine svolta tra il 4 e l’8 ottobre su un campione di 1.218 persone a livello nazionale, il 92% degli intervistati ha espresso un giudizio negativo sul suo governo. La disapprovazione è particolarmente elevata nelle regioni del sud, dove sale fino al 94%, mentre nella zona orientale del paese si attesta all’87%. Secondo un sondaggio nel dicembre 2024, Dina Boluarte viene percepita come la peggiore leader in Sud America, occupando l’ultimo posto nel ranking con un indice di approvazione del 19,7% e una valutazione negativa del 76,4%.

#### Assenza dall'incarico presidenziale per trattamenti estetici
Dina Boluarte si sarebbe assentata dalle attività ufficiali per circa due settimane tra giugno e luglio 2023, presumibilmente per sottoporsi a interventi estetici, tra cui una rinoplastica e trattamenti di ringiovanimento facciale. L’ultima apparizione pubblica sarebbe avvenuta il 28 giugno, mentre il rientro ufficiale risalirebbe al 10 luglio, dopo un presunto periodo di riposo post-operatorio. Durante l’assenza, sui canali ufficiali sarebbero state condivise immagini della presidente in eventi, che successivamente risulterebbero essere foto scattate in date precedenti. Le differenze nelle foto pre e post-intervento apparirebbero visibili, suggerendo i possibili cambiamenti.
Corruzione che coinvolge il fratello
Nel 2024, la polizia peruviana ha arrestato Nicanor Boluarte, fratello della presidente Dina Boluarte, nell’ambito di un’indagine su presunti casi di corruzione. Nicanor è stato posto in detenzione preliminare con l’accusa di traffico di influenze e appartenenza a un’organizzazione criminale. L’inchiesta, denominata Los waykis en la sombra (“I fratelli nell’ombra”), mira a chiarire se Nicanor Boluarte, pur non ricoprendo alcuna carica ufficiale, abbia utilizzato la propria influenza per promuovere la creazione di un nuovo partito politico e sollecitare tangenti da funzionari regionali.
Proposta per l’introduzione della pena di morte
Nel dicembre del 2024 Dina Boluarte istituì una commissione ministeriale per valutare l’introduzione della pena di morte per i colpevoli di violenza sessuale su minorenni, in risposta all’omicidio di una dodicenne a Lima. Tuttavia, i trattati internazionali a cui il Perù aderiva vietavano tale pratica, rappresentavano un ostacolo significativo all’attuazione di questa misura.

## Storia elettorale

### Candidatura municipale
| Processo elettorale                      | Carica               | Partito     | Risultati | Risultati     | Risultati | Risultati  | Note   |
| Processo elettorale                      | Carica               | Partito     | Voti      | % Voti validi | Posizione | Posizione  | Note   |
| ---------------------------------------- | -------------------- | ----------- | --------- | ------------- | --------- | ---------- | ------ |
| Elezioni regionali e municipali del 2018 | Sindaca di Surquillo | Perù Libero | 2.014     | 02,81%        | 9         | Non eletta | [ 31 ] |

### Candidatura vicepresidenziale
| Processo elettorale        | Carica                  | Formula presidenziale | Formula presidenziale | Partito     | Risultati | Risultati     | Risultati | Risultati    | Note          |
| Processo elettorale        | Carica                  | Presidente            | Vicepresidente        | Partito     | Risultati | Risultati     | Risultati | Risultati    | Note          |
| Processo elettorale        | Carica                  | Presidente            | Vicepresidente        | Partito     | Voti      | % Voti validi | Posizione | Posizione    | Note          |
| -------------------------- | ----------------------- | --------------------- | --------------------- | ----------- | --------- | ------------- | --------- | ------------ | ------------- |
| Elezioni generali del 2021 | Vicepresidente del Perù | Pedro Castillo        | Dina Boluarte         | Perù Libero | 2.724.752 | 018,92%       | 1         | Ballottaggio | [ 32 ]        |
| Elezioni generali del 2021 | Vicepresidente del Perù | Pedro Castillo        | Dina Boluarte         | Perù Libero | 8.836.380 | 050,13%       | 1         | Eletta       | [ 33 ] [ 34 ] |